# Ron Lodewijks
Ron Lodewijks (Amsterdam, 1954) is een Nederlandse onderzoeksjournalist die zich in het bijzonder bezighoudt met natuur, landschap en milieu in Noord-Brabant.
Ron Lodewijks werkte vanaf 1972 voor het Noordhollands Dagblad, de Helderse Courant en de Texelse Courant. Van 1976 tot 2015 was hij provincieredacteur bij het Brabants Dagblad. Als journalist en oud-redacteur hield hij zich veelvuldig bezig met natuur- en milieuvraagstukken. Met name om zijn onderzoeken op het gebied van ruimtelijke ordening en milieu volgde hij kritisch het provinciebestuur.  Zo schreef hij series artikelen over 'Boven de Wet', 'de Varkensinvasie, 'Toekomst van Brabant' en het 'Verdriet van de Meierij'.
Van januari 2016 tot 1 oktober 2019 was hij voorzitter van de raad van toezicht Brabantse Milieufederatie.
Lodewijks is thans journalistiek actief op https://www.beterinbrabant.nl

## Erkenning
Voor zijn journalistieke oeuvre over natuur en milieu in Brabant won hij in 2009 de Frank Houben Duurzaamheidsprijs.  De provincie Noord-Brabant had op kosten van de leidinggevende ambtenaren met een gouden handdruk vertrekken. Lodewijks stelde dit in het Brabants Dagblad aan de kaak. Lodewijks kreeg voor zijn onthullende berichtgeving in Provincie Brabant kocht ambtenaren af De Tegel 2007 in de categorie 'Nieuws - Dag- en weekbladen'. In 2015 werd Lodewijks onderscheiden met de Hertog Jan-onderscheiding, een prijs voor Brabanders met een bijzondere verdienste voor Brabant.

## Prijs
- De Tegel (2007)